# 大野麻里奈
大野麻里奈（日语：大野 まりな，1972年4月5日—），日本女性配音員、歌手、音響監督。出身於廣島縣吳市。身高158cm。O型血。
以前經歷青二Production、TAB Production、ATELIER PEACH，現所屬Honey Rush（2020年1月1日起）。暱稱。

## 經歷
5歲以前與父母原本居住在東京，父親離開之後與母親返回家鄉廣島居住。然後開始學習鋼琴，隨著自己的音樂素質成長，她懷著想要唱歌的夢想，而奶奶因為以前無法實現成為一名藝人。雖然母親反對，但是為了實現奶奶的夢想，14歲的時候開始報名申請參加各種比賽。1988年，大野在東京電視台舉辦的《酒窩小姐比賽》中獲獎，並成為同節目的常駐來賓，在偶像雜誌的音樂節也上獲得最高獎項。1989年10月，在家鄉廣島贏得《海洋與島嶼博覽會 美少女大賽》的冠軍。從此以後，她決定全面投入娛樂事業，並隸屬於東京的演藝經紀公司。但是，由於初次登台常常不知所措，因此她搬到了一個新環境，並以乙女塾一期生的松本裕美 、桃子俱樂部桃組2902號的片山裕美等人當作在電視上成為歌手的目標。在乙女塾中，正處於最高峰的是大賀埜埜、佐藤愛子與ribbon一起在出道當時最具有話題，而本身是單親母子家庭的大野和大賀，因為一時之間很難適應離開父母而獨立的生活，於是只好流淚放棄。
而大野她個人開始活動的1980年代後期，偶像歌謠已經在陽光下，特別是在1990年代，在偶像的冬季時代開始要成為歌手反而變得更加困難。還有一種情況是，出現了宮澤理惠等極受歡迎的偶像發佈了全裸寫真集，改變了裸體表達的社會評價，受到了女性主義人士的稱讚，因此，她決定投入照相印刷的活動，包括裸體作為「步驟」以達到歌手活動。卻對家庭造成困擾，她請求下跪得到母親的許可。1993年，大野以「麻生」的名義在Scola一家專門發行男性雜誌的出版社出道，並推出她的個人寫真集（野村誠一攝影）。作為模特兒活動保持偶像氣質的同時，她在最美麗的時刻展示了裸體，也在專門雜誌上被稱為裸體偶像（裸像），結果成功地得到了高度評價。
然後，她出版了數本寫真集，在雜誌上刊登，並出演了電影和電視劇的配角，及擔任廣播節目的主持人，但沒有找到唱歌的工作。其中，她從青二Production的經理那裡得知當配音員也可以唱歌時，決定轉行投入配音事業，加入青二Production，並將藝名改為「大野（中譯：大野麻里奈）」。那時，偶像聲優越來越受歡迎，並且由於這個機會，3個月以前無法成為的歌手夢想將得以實現。
當時雖然她有演藝的履歷，但作為配音員，就是一個完整的初學者，但是從成為偶像以來就被毆打和成長的經歷來看，無論自己有多麼生氣，卻依然努力的工作，並相信自己是最棒的。1995年，大野以PC-FX的形象角色蘿菲而得到拔擢，並開始在animefreakFX中出演。年底受理試鏡並擔任《廣播·聲優大獎》的主要主持人。次年1996年在單一遊戲作品《Eternal Melody》（聲演雷米特·馬力耶尼）作為主役級第一次出演，第三年1997年也在《莉卡娃娃電話》中擔任香山莉卡的電話語音（第2任）。這些大量信息的一分鐘錄音、在必須快速應答又無編輯需要的內容半年就一次收錄完成（總共18件），她說「杉山佳壽子小姐從事這項工作已經有30年，這真是太神奇了」。1999年，大野的第一張專輯就在此刻發行時，上面提到的裸體凹版印刷被《八卦周刊》用來報導炒作，因此贊助商的意圖被迫中斷。
自那時候起，大野在《初吻☆物語》中的主角雖然有出演，但她還是換了經紀公司以開拓新的天地，並開始出現在包括成人作品在內的美少女遊戲中。而她在美少女遊戲的第一款作品是2002年發行的中演吉住麻由夏，並擔任同作的主題歌。從此之後，大野開始演唱很多萌系歌曲（電波歌曲），這些歌曲經常用於美少女孩遊戲的主題曲中，成為代表性的歌手之一。
通常，配音員經常在成人作品中隱藏自己的臉，並以不同的名字在演戲，但是大野不必使用適當的名字並以外表行事，並憑藉其獨特的背景，已經在業內確立了獨特的立足點。基於她自己長期努力玩美少女遊戲的經驗，覺得有必要開設專門講授如何玩美少女遊戲的課程，因此就任ATELIER PEACH的顧問，並自己作為塾長，在配音業界親身為新人配音員指導演技，而這在配音業界中是前所未有的。由於職業級的配音員需要擁有強大的心理素質才能繼續下去，所以他們教導新人要有強大心理素質，不要放棄自己的夢想。尤其，作為美少女遊戲的配音員需要一種技巧來進行動作，這是非常困難的。如果不能做到這一點，那麼就不會是一個好的配音員，因此所謂的美少女遊戲配音員就是「真正的配音員」。
2018年4月8日，大野在自己的Twitter宣布於2019年12月31日退休，次年2019年卸任ATELIER PEACH的顧問和塾長，改成LIVE活動為中心。原本訂定在計劃的日期從歌壇活動中退休，但自2020年1月1日起，她轉行作為音響監督，加入Honey Rush，並將藝名改成繼續演藝活動。恢复了一部分活动后，于2022年12月9日恢复旧艺名大野まりな。

## 人物
特徵是一臉酒窩，於峇里島拍攝寫真集時，因為在那裡臉上有酒窩的人，會被視為女王，四周會聚集很多人。尤其從視覺印象來看，人們通常認為她主要從事照片凹版印刷的活動時會顯得純樸而安靜，但是在那個地方有一個精神上的優勢。對本人來說相當高興，而不是被當作一個虛構的人物認識。
自從成為配音員以來，她一直留著雙馬尾的髮型，原本說會留到中年時就停止，後來與自己所想的不一樣，宣言這一輩子會一直留著這個髮型。特長有彈琴、作廣島風御好燒。興趣有上網、編織、吊飾製作、園地栽培等喜歡女性化的東西。從幼兒園時期開始一直飼養鸚鵡。曾有一段時間，飼養了15隻虎皮鸚鵡和兔子。喜歡的東西是涮涮鍋等肉類的料理。相反的她討厭的東西是烏龍嗨的一種飲品。這也是為什麼大野本人有喝了有咖啡因的飲品之後會感到喝醉的特異體質，因為她對酒精的抵抗力很弱，本人也說點了2人份的烏龍嗨，對她而言這是最糟糕的事情。還有在酒醉之後自己也不記得那時候做了什麼。
身為一名專業的配音員，本人稱，自己總是抱著用初學者的心情來挑戰以回應自己的需求，但作為歌手隨時可以釋放自己，因為這對她來說能無濟於事的唱歌是一種樂趣。

## 逸事
- 在娛樂界受到照顧的恩人是梨元勝（日语：梨元勝），是在綜藝節目《星期六叢林（日语：サタデージャングル・サンデージャングル）》共演中認識，因為梨元勝女兒的名字也叫像父親一樣受到崇拜[59]。即使以前有接裸體偶像凹版印刷的活動，大野鼓勵自己說「我過去曾按照自己的意願做過很多事情。但是比那些年紀大了要起飛的人，我認為這樣乾淨嗎。娛樂界是講求實力的世界。過去的歷史不是消極的，想要積極的往外看世界也沒有關係」[38]。這種關係一直持續到梨元勝去世，例如在他去世前一直交換電子郵件[5]。
- 幼兒園時期，大野在一家當地餐館裡有一家商店，那裡設有DJ攤位，在那裏是應客戶的要求播放歌曲的，有一天，大野在那裡跳舞唱歌時，受到其他顧客的鼓掌歡呼，並問「如果妳來唱歌跳舞的話，我們店銷量會增加，所以妳每天都能來嗎」，按條件決定每天提供晚餐[60]。
- 由Hudson為PC Engine所開發的遊戲蜜蜂學園（日语：みつばち学園）中，任命了許多真正的偶像候選人，並於1989年3月27日在青山螺旋大廳對女性進行了泳裝審査[61]，而大野當時一直在積極地申請如此眾多的試鏡徵選，但仍留在選拔過程中，並被選為20名候選人之一。在那一次試鏡中，高橋名人是審査員，因此認識了在出場的前提下與名人交涉的大野。然而遊戲本身並沒有進行，大野拒絕出現的理由是開發被推遲，但由於亞軍人選出爐，因此她沒有出現在作品中[62][63][64]。
- 2002年發行的（演吉住麻由夏）是大野出現在美少女遊戲的第一款作品，稍早也在未公開1997年發行的《歡迎來到Pia♥Carrot!!》（PC-FX版）中曾擔任木之下留美的聲音[注 11]。雖然續作有18禁令得場景，和選用其他的配音員替代，但是在大野加入ATELIER PEACH之後發行的《歡迎來到Pia♥Carrot!! G. O. SUMMER FAIR（日语：Piaキャロットへようこそ!!G.O. 〜グランド・オープン〜）》中，10年來第一次在公開場合宣布擔任留美的聲音。從那個時候開始，大野一直擔任留美的聲音已經超過20年[注 12][33][65]。
- 學生時期活躍於社交和戀愛（雖然這是柏拉圖式的戀愛），但她是一個溫柔、和人相處融洽的孩子[66]。當時她喜歡的是槙原敬之和《男人真命苦》的寅次郎[25][21]。
- 在松本由美的時代，大野在PC通訊EYE-NET上有一個名為《裕美的星空派對》的節目。當時的經紀公司是Rey's[67]。
- 在1989年發行《夢幻戰士II》同時公開舉辦了「1989年度 日本電信形象女孩“水手服 優子”試鏡」的一次競選活動，而大野一開始是從1,000名徵選者中勝出，最後與穴井夕子（日语：穴井夕子）共12人參加了決賽，並在雜誌進行投票。當時，正牌高中女生是年僅17歲的松本裕美，但大野所就讀高中所穿的制服是佛教系的西裝外套，投票結果，獲勝的人是宮本裕子（日语：宮本裕子 (女優)）（演員，當時20歲）[68]。
- 在最後的演唱會上，曾經帶著女兒、歌手emari+登台公開露面，然後母女2人一起合唱[注 13]。

## 演出
粗體字表示主要角色。

### 電視動畫
1996年
- 逮捕令（遠藤裕香）

1997年
- 靈異獵人（SailorsXO隊長）

1999年
- 星方天使（伊莉莎白·愛哈拉·張）
- 地球防衛企業（中原千秋[69]）

2000年
- 銀河冒險戰記（助手）

2004年
- Ride on Explet's！（日语：のってけエクスプレッツ）
- 爆裂天使（風見志穗）

2006年
- Soul Link（新田亞希）

### OVA
2000年
- 初吻☆物語 ～故事從接吻開始～（日语：ファーストKiss☆物語#OVA）（七瀨綾華）

2003年
- 巨乳學園（春町小萌[70]）

2004年
- 發明工坊（芙莉·卡瑞）

2005年
- 永遠的阿賽莉亞（日语：永遠のアセリア）

### 成人OVA
2003年
- （吉住麻由夏）

### 電影動畫
1999年
- 逮捕令 the MOVIE（遠藤裕香）

### 遊戲
年份不詳
- DX億萬長者遊戲（莉卡）

1996年
- Eternal Melody（日语：エターナルメロディ）（雷米特·馬力耶尼）

1997年
- The 明星保齡球（大野麻里奈〈本人飾演〉）
- Saturn炸彈人Fight!!（日语：サターンボンバーマンファイト!!）（Honey）
- 隔壁的公主 蘿菲（日语：となりのプリンセス ロルフィー）（蘿菲（日语：ロルフィー））
- 歡迎來到Pia♥Carrot!!（木之下留美）[注 14]
- BLOODY ROAR（日语：ブラッディロア）（野野村瓜子）

1998年
- 孃樣特急（日语：お嬢様特急）（七尾翼、根岸千尋）
- 白髮魔女 -另一種英雄傳說-（菲麗）
- 光明與黑暗3三部曲冰壁的邪神宮（布里吉特、普里姆拉）
- 初吻☆物語（日语：ファーストKiss☆物語）（七瀨綾華）
  - '98（艾薇）[注 15]
- 星之丘學園物語 學園祭（日语：星の丘学園物語 学園祭）（日向照美）
- 炸彈人大戰（日语：ボンバーマンウォーズ）（Honey）
- 炸彈人 夢幻競速（日语：ボンバーマン ファンタジーレース）
- YAKATA NIGHTMARE PROJECT（日语：YAKATA NIGHTMARE PROJECT）（瑪雅）

1999年
- 快刀亂麻 雅（日语：快刀乱麻 雅）（麗琳）
- 護士物語（水口遊菜）

2001年
- 心動美麗同盟 Lovely Star（日语：ドキドキプリティリーグ#ドキドキプリティリーグ Lovely Star）（富永一葉）
- RASETSU（史坦西亞）

2002年
- 發明工坊（芙莉·卡瑞）
- 英雄戰記（間金綠）
- 炸彈人世紀大作戰（日语：ボンバーマンジェネレーション）（角色寶）

2003年
- （春町小萌）
- （月森梢）

2004年
- RASETSU2（史坦西亞）
- （遊佐瑞穗）

2005年
- 空色之風琴Remix（日语：空色の風琴）
- （幸）
- Like Life an hour（有川亞鳥[71]）

2006年
- Soul Link EXTENSION（新田亞希）

2007年
- 歡迎來到Pia♥Carrot!! G. O. SUMMER FAIR（日语：Piaキャロットへようこそ!!G.O. 〜グランド・オープン〜）（木之下留美）
- 魔法少女à la mode II 魔法與劍的鬥爭（日语：魔女っ娘ア・ラ・モード）（潔西卡）

2009年
- Clear ～在吹起新風的山丘上～（岡本野乃香、美濃部悠里）
- 桃色大戰（埃塞爾、琴乃宮雪）
- Like Life every hour（有川亞鳥）

2010年
- 第二小說 ～她的夏天，15分鐘的記憶～（日语：セカンドノベル 〜彼女の夏、15分の記憶〜）（櫻花）
- 普里尼2 ～特攻遊戲！破曉的內褲大作戰!!～（日语：プリニー2 〜特攻遊戯! 暁のパンツ大作戦ッス!!〜）

2012年
- 曉之護衛三部曲（杏子）[72]

2020年
- ！-群雄-（小喬）

2023年
- トリスティア:レガシー/リストア（フォーリィ・キャラット）- 2作品

### 成人遊戲
2002年
- （吉住麻由夏）

2003年
- 永遠的阿賽莉亞（日语：永遠のアセリア）
- 夏戀 ～Karen～（九條向日葵）
- （榊原）
- 魔法少女à la mode（日语：魔女っ娘ア・ラ・モード）
- ☆（費歐娜）
- MORE&MORE (漏)（真邊奈子）

2004年
- Soul Link（新田亞希）
- 純純（幸）
- （野上凛、野上蘭）
- × ～主人世話～（貳宮翔子）
- Like Life（有川亞鳥）
- 憂新妻～（國府田千夏）
- 腕！（女戰鬥員6）
- Summer Radish Vacation!! 2（日语：Summerラディッシュバケーション!!シリーズ）（鷹司里出）

2005年
- 魔法少女à la mode II ～光明與黑暗的étranger～（日语：魔女っ娘ア・ラ・モードII 〜光と闇のエトランゼ〜）（潔西卡·法伊安絲）
- Milky way3（森下魅是流）
- （艾梅爾·梅比）
- ！（御前崎清美）
- AYAKASHI（真田餡豆）
- （御廚真名）

2006年
- 歡迎來到Pia♥Carrot!!G.O. ～Grand Open～（日语：Piaキャロットへようこそ!!G.O. 〜グランド・オープン〜）（木之下留美）
- G.O. TOYBOX ～～（木之下留美）
- 純戀 ～JUNREN～（本鄉紗菜）
- AYAKASHI H（真田餡豆）

2007年
- （緋山澪）
- Clear（岡本野乃香、美濃部悠里）
- 聖賢者之名 -The Spirit of Eternity Sword 2-（日语：聖なるかな）（露普圖娜）
- （徒理貳）
- （新田亞希）
- （艾梅爾·梅比）
- Chu×Chu樂園 ～Encore Live～（日语：Chu×Chuアイドる）（艾梅爾·梅比）
- （木之下留美）
- G.O. TOYBOX2 ～～（木之下留美）

2008年
- 歡迎來到Pia♥Carrot!!G.O.SE（木之下留美）
- Clear ～Crystal Stories～（岡本野乃香）
- 曉之護衛（杏子）
- 曉之護衛 ～主角們的休息日～（杏子）
- 中出恩返 ～中持～（葛葉）
- 月刊18第2-9（其他）

2009年
- 紅之月（日语：クレナイノツキ）（鷺宮姬織）
- 10人甘癒！Norn ～好出！～可愛♪～（葛葉）

2010年
- Soul Link ULTIMATE（新田亞希）
- 曉之護衛 ～重罪末世論～（杏子）
- JINKI EXTEND Re:VISION（日语：JINKI EXTEND Re:VISION）（梅姬）
- 櫻花戰獄桜 ～信長的戀愛野望!?～（日语：桜花センゴク!）（小早川隆景）
- Chu×Chu ～Encore Live～ Memorial Edition（艾梅爾·梅比）
- 永遠的阿賽莉亞Special Edition（日语：永遠のアセリア）

2011年
- -Precious summer vacation！-（神秘少女）

2012年
- Prismatic Princess☆UNiSONSTARS（日语：ソフパル）（艾梅爾·梅比）[73]

2013年
- （水澤凛[74]）

2015年
- 教子魔法少女 ～俺教師怪人～（赤坂花音）[75]
- （貓玉瑠偉[76]））

2016年
- 魔法少女全裸土下座！ ～屈辱濡～（小森愛理）
- （和倉千聰）
- （神崎艾爾莎）
- 哀願魔法少女 ～信！～（神樂木麗娜）
- 魔法士

2017年
- 新妻LOVELY×CATION（石動京香）
- 魔法少女 ～崩堕～（朝葱）[77]
- Pia♥Carrot 20th ANNIVERSARY PACK（木之下留美）
- （能登）

2018年
- 喵咪喵咪喵（貓師父）
- （啓·法恩斯沃思[78]））
- ！3 ～子作業危機?!～（宇沙美華菜）
- 惡魔聖女[79]

2020年
- 貓咪相隨、戀櫻紛飛。（久慈律）
- （レビィ、マハザエル）

2021年
- （ピリカルルイヤー、テンシャン、ミラリティ）
- [80]

2022年
- （イリヤ・ステアーズ[81]）

2023年
- （琴乃宮雪[82]）

### 廣播劇CD
年份不詳
- 穿越時空的麻里奈

1997年
- Magazine CD書『BOYS BE…』（白鳥綾乃）

2003年
- 巨乳學園 角色歌曲&廣播劇專輯 ～萌音樂室～（春町小萌）
- 發明工坊又來了！（芙莉·卡瑞）
- 魔法少女à la mode 閃亮學園的七大不可思議（日语：魔女っ娘ア・ラ・モード）

200?年
- Clear（岡本野乃香）

2005年
- 『Soul Link The Animation』Mission 01－04（新田亞希）
- （有川亞鳥）

2006年
- 私立櫻花學園3

2007年
- 鬼畜CD S

2009年
- Something Sweet ～百合姊妹 蘭&凛的初吻～（凛）

2016年
- 片翼迷宮（司的母親）

2019年
- 大野麻里奈與緒田麻里的「麻里☆麻里奈 Forever」
- （大野麻里奈、過去的麻里奈）

### 其它
- 莉卡娃娃電話（日语：リカちゃん人形#リカちゃん電話） 香山莉卡（第2代，1997年－1999年）[27]

### 廣播節目
※記號表示說明網路廣播。
時期不明
- 私設桃北學園廣播社
- Project XUSE ～The Road of Major～（日语：ザウス (ブランド)）
- （1993年，FM岩手（日语：エフエム岩手））[24]
- 電台聲優獎（日语：ラジオ・声優グランプリ）（1995年－1996年）
- （1997年）
- [83]（1997年）
- （1999年）
- （2005年）
- 大野麻里奈與緒田麻里（日语：緒田マリ）的廣播 Mari☆Marina♪（2009年－2011年）

### 廣播CD
- 秋葉原發！Pratia放送局（日语：アキハバラ発!ぷらてぃあ放送局） vol.6（第47、48回嘉賓，2008年9月26日）

### 電視出演
- 痛快！明石家電視台（日语：痛快!明石家電視台）（2018年9月3日）[84]

## 音樂作品

### 單曲
| 枚數 | 發行日期       | 單曲名稱              | 規格編號 | 備註                 |
| ---- | -------------- | --------------------- | -------- | -------------------- |
| 1st  | 2015年8月1日   | 麻里奈★之夜!!（まりなチック★NIGHT!!）     | OMCD-001 | 演藝生涯30週年紀念CD |
| 2nd  | 2016年11月26日 | 麻里奈的天使♪♪（まりなチック ANGEL♪♪）    | OMCD-002 | 31週年&32週年紀念CD  |
| 3rd  | 2017年11月18日 | 麻里奈的à la mode（まりなちっくア·ラ·モード） | OMCD-003 |                      |
| 4th  | 2018年12月30日 | 麻里奈的圖書館！（まりなチックLiberty！）  | OMCD-004 |                      |

### 迷你專輯
| 枚數 | 發行日期       | 專輯名稱              | 規格編號  |
| ---- | -------------- | --------------------- | --------- |
| 1st  | 1999年8月21日  | 再次說聲對不起。（）  | APCM-5143 |
| 2nd  | 2004年7月21日  | 麻里奈里奈啊！（）    | GMCP-1004 |
| 3rd  | 2005年11月23日 | 續·麻里奈里奈啊！（） | GMCP-1010 |
| 4th  | 2019年12月20日 | LAST M                |           |
|      | 2019年12月31日 | 麻里奈的EternaL（まりなちっくえたぁなる）   |           |

### 精選專輯
| 枚數 | 發行日期       | 專輯名稱 | 規格編號  |
| ---- | -------------- | -------- | --------- |
| 1st  | 2011年12月21日 |          | GMCP-1024 |

### 角色歌曲
| 發行日期 | 標題                                           | 名義                                                       | 曲名               | 備註                                    |
| 1998年   | 1998年                                         | 1998年                                                     | 1998年             | 1998年                                  |
| -------- | ---------------------------------------------- | ---------------------------------------------------------- | ------------------ | --------------------------------------- |
| 6月17日  | 初吻☆物語（PCCB-00321）                        | 大野麻里奈、古山步、柳瀨夏美、水橋香織                     | 「TOMORROW」       | 遊戲《初吻☆物語》片尾主題曲             |
| 1999年   |                                                |                                                            |                    |                                         |
| 1月17日  | 初吻☆物語 形象歌曲book                         | 七瀨綾香（大野麻里奈）                                     | 「DREAM OF YOU」   | 遊戲《初吻☆物語》相關歌曲               |
| 2002年   |                                                |                                                            |                    |                                         |
| 8月7日   |                                                | 大野麻里奈、靜木亞美                                       | 「妹！」           | PC遊戲《》片頭主題曲                    |
| 8月7日   | 吉住麻由夏（大野麻里奈）                       | 「」                                                       | PC遊戲《》插入歌曲 |                                         |
| 2003年   |                                                |                                                            |                    |                                         |
| 3月26日  | 巨乳學園 角色歌曲&廣播劇專輯 ～萌音樂室～      | 春町小萌（大野麻里奈）                                     | 「」               | 廣播劇《巨乳學園 ～課外活動～》相關歌曲 |
| 7月23日  |                                                | 吉住麻由夏（大野麻里奈）、吉住冬乃（靜木亞美）、宇和川惠美 | 「」               | PC遊戲《》形象歌曲                      |
| 7月23日  | 吉住麻由夏（大野麻里奈）、吉住冬乃（靜木亞美） | 「」                                                       |                    | PC遊戲《》形象歌曲                      |
| 2005年   |                                                |                                                            |                    |                                         |
| 5月25日  | Soul Link 角色主唱專輯                         | 新田亞希（大野麻里奈）                                     | 「DA·KE·DO」       | 電視動畫《Soul Link》相關歌曲           |

### 其它參加樂曲
| 發行日期 | 標題                                     | 名義                                           | 曲名                        | 備註                               |
| 2003年   | 2003年                                   | 2003年                                         | 2003年                      | 2003年                             |
| -------- | ---------------------------------------- | ---------------------------------------------- | --------------------------- | ---------------------------------- |
|          |                                          | 大野麻里奈                                     | 「」                        | PC遊戲《》主題歌                   |
| 「」     | PC遊戲《》主題歌                         | 大野麻里奈                                     |                             |                                    |
| 「」     | PC遊戲《《》主題歌                       | 大野麻里奈                                     |                             |                                    |
| 2004年   |                                          |                                                |                             |                                    |
| 3月26日  |                                          | 大野麻里奈                                     | 「」                        | PC遊戲《空色之風琴》相關歌曲       |
| 2005年   |                                          |                                                |                             |                                    |
| 4月28日  | 萌演歌                                   | 大野麻里奈                                     | 「」                        |                                    |
| 5月25日  | Soul Link 角色主唱專輯                   | 新田亞希（大野麻里奈）                         | 「DA·KE·DO」                | 電視動畫《Soul Link》相關歌曲      |
| 2006年   |                                          |                                                |                             |                                    |
| 2月24日  | XUSE Vocal Collection vol.3              | 大野麻里奈、畑亞貴                             | 「☆Load of major」          | 《Project XUSE》                   |
| 2月24日  | XUSE Vocal Collection vol.3              | 大野麻里奈                                     | 「」                        | 《Project XUSE》                   |
| 2009年   |                                          |                                                |                             |                                    |
| 4月24日  |                                          | 大野麻里奈、靜木亞美、                         | 「」                        | PC遊戲《Wizard's Climber》主題歌曲 |
| 4月24日  | 大野麻里奈、新堂真弓、小倉結衣、藤邑鈴香 | 「」                                           | PC遊戲《DAISOUNAN》主題歌曲 |                                    |
| 2011年   |                                          |                                                |                             |                                    |
| 6月29日  | doll ～歌姬～ Complete Box               | 大野麻里奈                                     | 「」 「」                   |                                    |
| 2014年   |                                          |                                                |                             |                                    |
| 1月24日  |                                          | 大野麻里奈                                     | 「」                        | PC遊戲《》片頭主題曲               |
| 2015年   |                                          |                                                |                             |                                    |
| 12月25日 |                                          | 大野麻里奈、八尋麻美、藤邑鈴香、綾音麻子、真白 | 「色☆」                     | PC遊戲《☆ ！》片頭主題曲           |

## 偶像、模特兒
包含麻生、片山裕美、松本裕美名義。

### 電視節目出演
- 少女雜貨專門TV 酒窩堂（日语：少女雑貨専門TV エクボ堂）
- 乙女塾（日语：乙女塾）
- Momoco
- 星期天我家的電視，三宅裕司的天下，對不起！（日语：星期六我家的電視・三宅裕司の天下御免ね!）

### 錄影帶
- （1991年）
- （1993年[13]）

### 寫真集
| 本  | 發行日期      | 書名                       | 出版商   |
| --- | ------------- | -------------------------- | -------- |
| 1st | 1993年5月30日 | LESSON 1 ～春夏秋冬 「」～ | 英知出版 |
| 2nd | 1994年1月5日  | Pure Smile                 | 英知出版 |
| ※   | 1994年5月1日  |                            | 寶島社   |

### 數位寫真集
- Treasure
- MARINA
- [85]

### 形象錄影帶
1993年
- （3月22日）
- VIDEO MAGAZINE Beppin vol.36（5月20日）
- Teen's Lingerie 4（11月20日）

1994年
- （10月5日）[注 16]

## 腳註

## 外部連結
- Honey Rush公式官網的聲優簡介 （页面存档备份，存于） （日語）
- ATELIER PEACH所屬期間的聲優簡介 （日語）
- （日語）
- （日語）
- （日語）